# Episodi di Abbott Elementary (prima stagione)

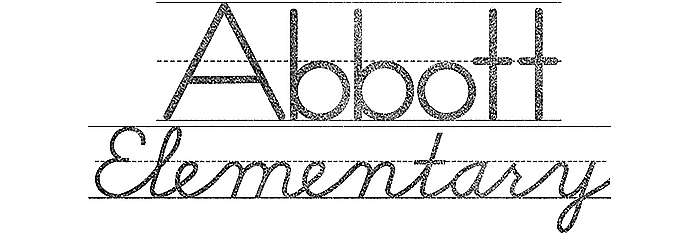
Logo della serie televisiva

La prima stagione della serie televisiva Abbott Elementary è stata trasmessa in prima visione negli Stati Uniti d'America dal canale ABC dal 7 dicembre 2021 al 12 aprile 2022.
In Italia, la stagione è stata distribuita per intero come "Star Original" su Disney+ il 1º giugno 2022.
| nº | Titolo originale       | Titolo italiano              | Prima TV USA     | Pubblicazione Italia |
| -- | ---------------------- | ---------------------------- | ---------------- | -------------------- |
| 1  | Pilot                  | Pilota                       | 7 dicembre 2021  | 1º giugno 2022       |
| 2  | Light Bulb             | Lampadina                    | 4 gennaio 2022   | 1º giugno 2022       |
| 3  | Wishlist               | Lista dei desideri           | 11 gennaio 2022  | 1º giugno 2022       |
| 4  | New Tech               | Nuova tecnologia             | 18 gennaio 2022  | 1º giugno 2022       |
| 5  | Student Transfer       | Trasferimento di studenti    | 25 gennaio 2022  | 1º giugno 2022       |
| 6  | Gifted Program         | Programma per ragazzi dotati | 1º febbraio 2022 | 1º giugno 2022       |
| 7  | Art Teacher            | L'insegnante d'arte          | 8 febbraio 2022  | 1º giugno 2022       |
| 8  | Work Family            | Famiglia di lavoro           | 15 febbraio 2022 | 1º giugno 2022       |
| 9  | Step Class             | Lezioni di step              | 22 febbraio 2022 | 1º giugno 2022       |
| 10 | Open House             | Porte aperte                 | 22 marzo 2022    | 1º giugno 2022       |
| 11 | Desking                | Scrivanie                    | 29 marzo 2022    | 1º giugno 2022       |
| 12 | Ava vs. Superintendent | Ava contro il sovrintendente | 5 aprile 2022    | 1º giugno 2022       |
| 13 | Zoo Balloon            | La mongolfiera dello zoo     | 12 aprile 2022   | 1º giugno 2022       |

## Pilota
- Titolo originale: Pilot
- Diretto da: Randall Einhorn
- Scritto da: Quinta Brunson

### Trama
Quando un'insegnante della scuola Abbott Elementary viene licenziata per aver dato un calcio ad uno studente, Gregory viene assunto come supplente. Dopo un'iniziale resistenza, la preside Ava invia una richiesta al distretto per avere più soldi da spendere in materiale scolastico (tra cui tappeti per le classi), ma li spreca per comprare un enorme cartellone inutile. La maestra Janine, giovane e ottimista, scrive una mail di reclamo al sovrintendente che, purtroppo, viene letta da Ava poiché tutte le mail provenienti dalle scuole vengono inoltrate automaticamente ai rispettivi presidi. Ava non accetta la mancanza di rispetto e, durante una riunione straordinaria, cerca di mettere tutto il corpo docenti contro Janine. Tuttavia, Barbara, Jacob e Melissa difendono la collega e giungono all'amara conclusione che gli insegnanti della Abbott sono lasciati a loro stessi. Fortunatamente, Melissa chiede ad un amico di recuperare per lei dei tappeti per le classi.  
- Guest star: William Stanford Davis (Mr. Johnson), Kate Peterman (Ms. Schwartz).
- Ascolti USA: telespettatori 2 876 000 – rating 18-49 anni 3,9%[3]

## Lampadina
- Titolo originale: Light Bulb
- Diretto da: Randall Einhorn
- Scritto da: Quinta Brunson

### Trama
La vita di coppia di Janine non è al massimo: il suo fidanzato Tariq è un aspirante musicista e i due sono a corto di soldi. A scuola, dopo aver consolato una bambina che aveva paura dello sfarfallio di una luce, Janine decide di ripararla da sola dato che il lavoro non è di competenza del bidello, Mr. Johnson, che si assenta per andare a pescare. Nonostante le sue buone intenzioni, Janine fa saltare la corrente in quasi tutta la scuola. Nel frattempo, Barbara aiuta Gregory con un problema: nella sua classe c'è un bambino che, a causa della madre, entra in classe con un'ora di ritardo. Fortunatamente, Barbara dà i giusti consigli al supplente che, parlando francamente con la donna, riesce a convincerla a portare il figlio in orario dimodoché non perda tempo prezioso per apprendere. 
Janine e Jacob cercano di sistemare il black-out mettendo mano al quadro elettrico della scuola, tuttavia non riescono a risolvere il problema. A salvare la situazione ci pensa Mr. Johnson una volta tornato dalla sua battuta di pesca.
- Guest star: William Stanford Davis (Mr. Johnson), Zack Fox (Tariq), Naté Jones (Amber).
- Ascolti USA: telespettatori 3 447 000 – rating 18-49 anni 4,7%[4]

## Lista dei desideri
- Titolo originale: Wishlist
- Diretto da: Randall Einhorn
- Scritto da: Morgan Murphy

### Trama
È la settimana della lista dei desideri alla Abbatt Elementary School e Janine cerca di ottenere più materiale possibile per i suoi alunni. Notando dei video di altri insegnanti su TikTok, decide di replicarli e chiede aiuto ad Ava che si scopre essere un'abile influencer. Il video di Janine edito da Ava fa grandi numeri e tutti gli articoli della sua lista vengono comprati attraverso la beneficenza degli utenti. Eppure, Janine non è pienamente soddisfatta: nota infatti che Barbara, che non è affatto tecnologica, fatica ad ottenere gli articoli della sua lista pertanto si rivolge nuovamente ad Ava che produce un video strappalacrime per "l'insegnante più vecchia" della Abbott. La situazione sfugge di mano quando un gruppo di influencer entra nella scuola a registrare un video che mostra la beneficenza fatta per Barbara. Janine si scusa con Barbara che la perdona dopo aver compreso le sue buone intenzioni. Nel frattempo Gregory si libera di tutte le decorazioni della sua classe poiché sente che non gli appartengono, ma con l'aiuto di Janine capisce che i disegni che i suoi alunni gli hanno fatto potrebbero essere un buon rimpiazzo. 
- Guest star: William Stanford Davis (Mr. Johnson).
- Ascolti USA: telespettatori 2 971 000 – rating 18-49 anni 4,0%[5]

## Nuova tecnologia
- Titolo originale: New Tech
- Diretto da: Randall Einhorn
- Scritto da: Brian Rubenstein

### Trama
- Guest star:
- Ascolti USA: telespettatori 3 023 000 – rating 18-49 anni 4,2%[6]

## Trasferimento di studenti
- Titolo originale: Student Transfer
- Diretto da: Randall Einhorn
- Scritto da: Brittani Nichols

### Trama
- Guest star:
- Ascolti USA: telespettatori 3 058 000 – rating 18-49 anni 4,2%[7]

## Programma per ragazzi dotati
- Titolo originale: Gifted Program
- Diretto da: Matt Sohn
- Scritto da: Jordan Temple

### Trama
- Guest star:
- Ascolti USA: telespettatori 2 772 000 – rating 18-49 anni 3,8%[8]

## L'insegnante d'arte
- Titolo originale: Art Teacher
- Diretto da: Jennifer Celotta
- Scritto da: Kate Peterman

### Trama
- Guest star:
- Ascolti USA: telespettatori 2 614 000 – rating 18-49 anni 3,5%[9]

## Famiglia di lavoro
- Titolo originale: Work Family
- Diretto da: Jay Karas
- Scritto da: Justin Tan

### Trama
- Guest star:
- Ascolti USA: telespettatori 2 308 000 – rating 18-49 anni 3,3%[10]

## Lezioni di step
- Titolo originale: Step Class
- Diretto da: Shahrzad Davani
- Scritto da: Joya McCrory

### Trama
- Guest star:
- Ascolti USA: telespettatori 3 055 000 – rating 18-49 anni 4,1%[11]

## Porte aperte
- Titolo originale: Open House
- Diretto da: Jennifer Celotta
- Scritto da: Brian Rubenstein

### Trama
- Guest star:
- Ascolti USA: telespettatori 2 639 000 – rating 18-49 anni 3,7%[12]

## Scrivanie
- Titolo originale: Desking
- Diretto da: Melissa Kosar
- Scritto da: Morgan Murphy

### Trama
- Guest star:
- Ascolti USA: telespettatori 2 537 000 – rating 18-49 anni 3,6%[13]

## Ava contro il sovrintendente
- Titolo originale: Ava vs. Superintendent
- Diretto da: Matthew A. Cherry
- Scritto da: Brittani Nichols

### Trama
- Guest star:
- Ascolti USA: telespettatori 2 576 000 – rating 18-49 anni 3,8%[14]

## La mongolfiera dello zoo
- Titolo originale: Zoo Balloon
- Diretto da: Randall Einhorn
- Scritto da: Jordan Temple

### Trama
- Guest star:
- Ascolti USA: telespettatori 2 783 000 – rating 18-49 anni 3,9%[15]